# Надворный советник

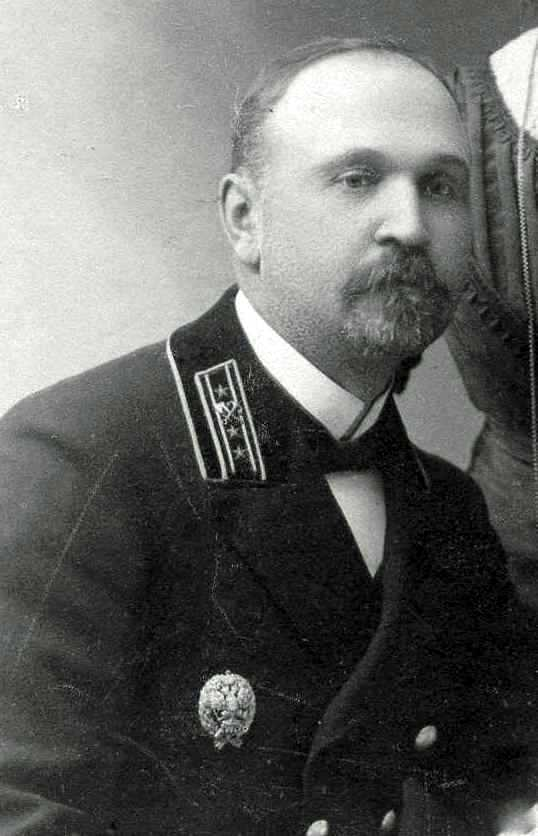
Надворный советник по МПС (вариант с петлицей к сюртуку и полотнянику)

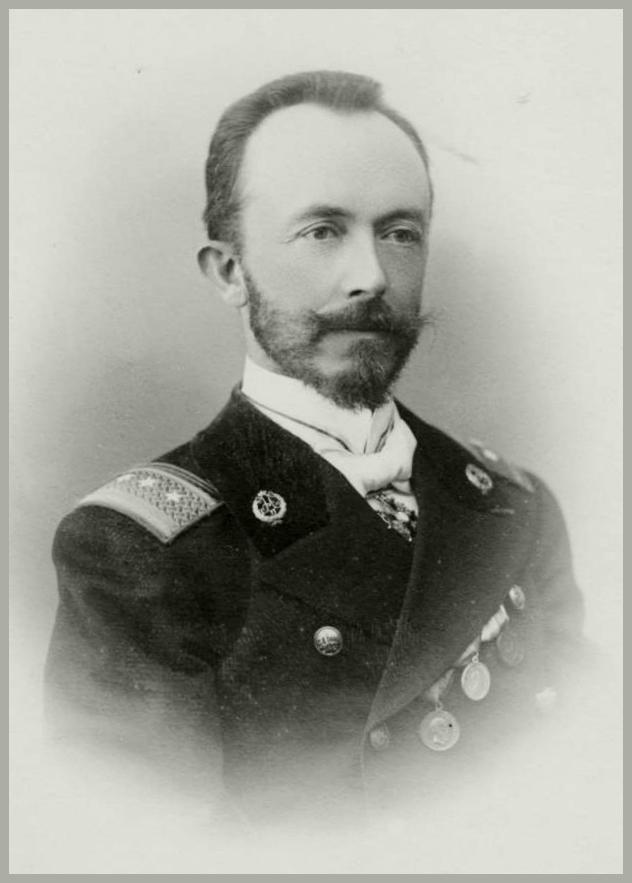
Надворный советник по Удельному ведомству Министерства императорского двора (вариант с поперечными погонами).

Надво́рный сове́тник — гражданский чин 7-го класса в Табели о рангах в Российской империи.

## Описание чина
Чин соответствовал воинским чинам подполковника в армии, капитана в гвардии, ротмистра гвардейской кавалерии, войскового старшины у казаков и капитану II ранга на флоте. Официальное обращение: «Ваше высокоблагородие». Знаками различия данного чина являлись двухпросветные петлицы или погончики с тремя звёздами.
До 1745 года этот чин относился к 8-му классу, позднее — к 7-му. Изначально лица, дослужившиеся до этого чина, получали право на потомственное дворянство; после реформы 1845 года — только на личное. С начала XIX столетия все профессора и экстраординарные академики получали право на данный чин. Это привело к тому, что большая часть выдающихся русских учёных того времени (до 1845 года) получила потомственное дворянство.
Название чина образовано от должности советника так называемого «надворного суда». Несмотря на то, что в 1726 году эти суды были упразднены, чин существовал до 12 (25) ноября 1917 года — даты вступления в силу Декрета об уничтожении сословий и гражданских чинов.

## Надворный советник в русской художественной литературе
- Чин надворного советника носят почтмейстер Иван Кузьмич Шпекин и попечитель богоугодных заведений Артемий Филиппович Земляника, персонажи комедии Н. В. Гоголя «Ревизор».
- Надворный советник Иван Кузьмич Подколесин — главный герой пьесы Гоголя «Женитьба».
- Надворный советник Петр Петрович Лужин — персонаж романа Достоевского «Преступление и наказание».
- Эраст Петрович Фандорин - главный герой цикла Приключения Эраста Фандорина на протяжении событий повести Пиковый валет состоит в чине надворного советника.